# آندریاس رایدر
آندریاس رایدر (انگلیسی: Andreas Ridder؛ زادهٔ ۲۷ سپتامبر ۱۹۶۴) بازیکن فوتبال اهل آلمان است.
از باشگاه‌هایی که در آن بازی کرده‌است می‌توان به باشگاه فوتبال بوخوم و باشگاه فوتبال آرمینیا بیله‌فلد اشاره کرد.